# Martine Oppliger
Martine Oppliger (geb. Bouchonneau, in erster Ehe Pajot; * 19. Oktober 1957 in Cholet) ist eine ehemalige Schweizer Langstreckenläuferin französischer Herkunft.

## Sportlicher Werdegang
Viermal siegte sie beim Murtenlauf (1982, 1983, 1986, 1987). 1983 gewann sie den Kerzerslauf und den Matterhornlauf, 1985 den Grand Prix von Bern und 1988 den Giro Media Blenio.
Bei den Leichtathletik-Europameisterschaften 1986 in Stuttgart kam sie über 10'000 m auf den 23. Platz. Über dieselbe Distanz wurde sie bei den Leichtathletik-Weltmeisterschaften 1987 in Rom Elfte und schied bei den Olympischen Spielen 1988 in Seoul im Vorlauf aus. 
Bei den Crosslauf-Weltmeisterschaften belegte sie für Frankreich startend 1977 in Düsseldorf Rang 68, 1980 in Paris Rang 44 und 1981 in Madrid Rang 48, für die Schweiz startend 1985 in Lissabon Rang 85, 1986 in Colombier Rang 62 und 1988 in Auckland sowie 1990 in Aix-les-Bains jeweils Rang 46.
1979 wurde sie französische Hallenmeisterin über 1500 m. 1980 wurde sie französische Meisterin im Crosslauf und 1982 im 3000-Meter-Lauf. 
Schweizer Meistertitel holte sie 1986 und 1987 über 3000 m, 1989 im Crosslauf sowie im 25-km-Strassenlauf.

## Persönliche Bestzeiten
- 1500 m: 4:16,91 min, 9. August 1987, Bern
- 3000 m: 9:00,43 min, 13. August 1986, Zürich
- 5000 m: 15:25,84 min, 22. August 1988, Berlin (ehemaliger Schweizer Rekord)
- 10'000 m: 32:07,49 min, 4. September 1987, Rom (ehemaliger Schweizer Rekord)
- Halbmarathon: 1:12:16 h, 5. März 1989, Monza (ehemaliger Schweizer Rekord)
- 25-km-Strassenlauf: 1:27:11 h, 2. April 1989, Schaan (Schweizer Rekord)